# Helmut Haller
Helmut Haller (Augsburg, 1939. július 21. – Augsburg, 2012. október 11.) nyugatnémet válogatott világbajnoki ezüst- és bronzérmes német labdarúgó, középpályás.

## Pályafutása

### Klubcsapatban
1948-ban a BC Augsburg csapatában kezdte a labdarúgást, ahol 1957-ben mutatkozott be az első csapatban. 1962-ben Olaszországba szerződött. Hat idényen át a Bologna FC, öt idényen át a Juventus játékosa volt. A Bolognával egyszer, a Juventus-szal kétszer nyert olasz bajnoki címet. 1973-ban hazatért és még hat idényen át játszott az FC Augsburg illetve a BSV Schwenningen csapataiban. 1979-ben vonult vissza az aktív labdarúgástól. Pályafutása alatt összesen 477 nyugatnémet és olasz bajnoki mérkőzésen szerepelt és 116 gólt szerzett.

### A válogatottban
1958 és 1970 között 33 alkalommal szerepelt a nyugatnémet válogatottban és 13 gólt szerzett. 1966-ban világbajnoki ezüst-, 1970-ben bronzérmet nyert a válogatottal.

## Sikerei, díjai
NSZK
- Világbajnokság
  - ezüstérmes: 1966, Anglia
  - bronzérmes: 1970, Mexikó

 Bologna FC
- Olasz bajnokság (Serie A)
  - bajnok: 1963–64

 Juventus FC
- Olasz bajnokság (Serie A)
  - bajnok: 1971–72, 1972–73
- Olasz kupa (Coppa Italia)
  - döntős: 1973
- Bajnokcsapatok Európa-kupája (BEK)
  - döntős: 1972–73
- Vásárvárosok kupája (VVK)
  - döntős: 1970–71

## Családja
Unokaöccse Chrsitian Hochstätter a Borussia Mönchengladbach labdarúgója volt az 1980-as és 1990-es években. Két alkalommal a nyugatnémet válogatottban is szerepelt.